# Hachiville
Hachiville (luxembourgeois : Helzen - allemands : Helzingen) est une section de la commune luxembourgeoise de Wincrange située dans le canton de Clervaux.

## Histoire
Au XVIIIe siècle, la paroisse était désignée par son toponyme allemand de Helzingen.
Hachiville est ensuite devenue une commune, et ce jusqu’au 1er janvier 1978 quand elle fusionna avec d’autres communes pour former la nouvelle commune de Wincrange. Elle comprenait les villages de Hachiville, Hoffelt, Neumühle, Lehresmühle et Weiler.